# Ёкихи (фильм)
«Ёкихи» или «Ян Гуйфэй», также встречаются версии «Императрица Ян Гуйфэй» или «Принцесса Ян Гуйфэй» (яп. 楊貴妃, Ё:кихи; англ. Princess Yang Kwei-fei или The Empress Yang Kwei Fei) — японский фильм 1955 года режиссёра Кэндзи Мидзогути.

## Сюжет
Середина VIII века, расцвет династии Тан.
Император Минхуан (более известный в будущем по посмертному имени Сюаньцзун), потеряв супругу, держит по ней траур, забросив большинство государственных дел. Различные силы в стране, стараясь вернуть его к правлению — попутно заняв себе тёплое местечко у трона, потеснив от него министра Ли — стараются заинтересовать его женщинами, с незначительным успехом (как из-за траура, так и из-за немалого возраста государя).
Пытается провести свою ставленницу и клан Ян, действующий заодно с генералом-степняком Ань Лушанем, пытающимся попасть в государственный совет — однако император отвергает её.
Каким-то чудом малоподвижный, но остроглазый Ань Лушань обращает внимание на кухонную девушку из дальних родственников клана, в лице которой замечает достаточно близкое сходство с покойной женой государя. Лу и интриганы клана Ян принимаются за дело, превращая запуганную служанку в изысканную красавицу, которая послужит им лестницей во власть.
«Золушка» Ян Юйхуань попадает в императорский дворец и даже достигает положения главной наложницы императора (титул гуйфэй примерно переводится как «драгоценная супруга»), однако не строит иллюзий по поводу своей «свободы» и отношения к ней «родни», по прежнему рассматривающей её как служанку и инструмент.
Пользуясь расположением императора к своей родственнице, представители клана Ян занимают ключевые правительственные и придворные посты, но их управление приносит стране только непомерные поборы, разруху и другие бедствия. Пользуясь народным гневом, не получивший поста, на который рассчитывал, Ань Лушань организовывает мятеж и ведёт людей на столицу. Люди, жаждущие избавиться от царедворцев Ян, видят Ян-гуйфэй как символ поправшего власть семейства, и становится понятно, что лишь её устранение может успокоить страну.
Стремясь оградить Сюаньцзуна (и государя, и любимого ей человека) от народного гнева, Ян-гуйфэй сама идёт на смерть.
Не так уж долго прожив после восстания, бывший император уходит из жизни. Дух Ян Юйхуань приходит к нему, чтобы воссоединиться в посмертии.

## В ролях
| Актёр         | Роль                |
| ------------- | ------------------- |
| Матико Кё     | наложница Ян-гуйфэй |
| Масаюки Мори  | император Сюаньцзун |
| Тацуя Исигуро | министр Ли Линфу    |
| Со Ямамура    | цзедуши Ань Лушань  |
| Эйтаро Одзава | министр Ян Гочжун   |
| Эйтаро Синдо  | евнух Гао Лиши      |

## Съёмочная группа
- Компании производства: Daiei Studios[англ.]
- Продюсер: Масаити Нагата[англ.], сопродюсер Шао Жэньлэн[8]
- Режиссёр: Кэндзи Мидзогути
- Режиссёрская группа: Ясудзо Масумура, Мицуо Мураяма[яп.]
- Сценаристы: Тао Цинь[кит.], Мацутаро Кавагути[англ.], Ёсиката Ёда[англ.], Масасигэ Нарусава; консультант Лу Шихо
- Композитор: Фумио Хаясака
- Грим: Масао Макино
- Оператор: Кохэй Сугияма[яп.]
- Отношение сторон 1,37:1; звук — моно.
- Даты премьер:
  - Япония — 3 мая 1955
  - Италия — 29 августа 1955 (в рамках XVI Венецианского кинофестиваля)[2]
  - США — 10 сентября 1956
  - ФРГ — 7 октября 1972 (ТВ)
  - Аргентина — 18 августа 2001 (в рамках ретроспективы Кэндзи Мидзогути)[2]
  - Россия — 8 октября 2002 (в рамках ретроспективы Кэндзи Мидзогути в московском Музее кино)[9]

## Награды
Венецианский кинофестиваль (1955)
- Номинация на «Золотого льва» — Кэндзи Мидзогути

Кинопремия «Майтини» (1956)
- Специальный приз команде цветной киносъёмки фильма
- Специальный приз композитору Фумио Хаясаке (за музыку к фильму и по совокупности жизненных заслуг)[10]

## Дополнительные факты и художественные особенности
- Первый цветной фильм Кэндзи Мидзогути[11].
- Ремейком этого фильма (с тем же продюсером) является фильм «Великая наложница» студии Shaw Brothers 1962 года (реж.) с Янь Цзюнем и Ли Лихуа в главных ролях. В оригинале (иероглифической записью) фильмы называются одинаково, по имени-титулу главной героини, с различными его китайским и японским прочтениями.

- Фильм упоминается в биопике о его режиссёре Kenji Mizoguchi: The Life of a Film Director (1975)[12].

- История Ян-гуйфэй, под именем Ёкихи (по японскому прочтению тех же иероглифов) издавна популярна в Японии: Ёкихи посвящено несколько святилищ, её судьба стала материалом для постановок японского театра (см. пример справа), а также послужила одним из источников для части «Повести о Гэндзи»[13]. Следует сказать, что в японской версии легенды Ёкихи избегает смерти (вместо неё отдаёт жизнь её служанка) и спасается в Японии, где и доживает свою жизнь, однако конечная судьба Ян Гуйфэй в фильме следует китайской версии легенды.